# دييغو كامبوس (لاعب كرة قدم بيروفي)
دييغو كامبوس (بالإسبانية: Diego Nelson Campos)‏ هو لاعب كرة قدم بيروفي في مركز حراسة المرمى، ولد في 1996 في ليما في بيرو. لعب مع نادي ميلغار أريكيبا.

## وصلات خارجية
- دييغو كامبوس (لاعب كرة قدم بيروفي) على موقع قاعدة بيانات كرة القدم.إي يو (الإنجليزية)
- دييغو كامبوس (لاعب كرة قدم بيروفي) على موقع Soccerway.com (الإنجليزية)